# Echinorhinidae
Echinorhinidae – rodzina głębokowodnych ryb chrzęstnoszkieletowych klasyfikowana w obrębie rzędu Echinorhiniformes. Wcześniej umieszczana w obrębie rzędu koleniokształtnych.

## Zasięg występowania
Spotykane w wodach głębokich (do 900 m p.p.m.), zwykle w pobliżu dna, w szerokim zakresie temperatur: od mórz chłodnych do tropikalnych.

## Cechy charakterystyczne
Ciało cylindryczne, masywne, pokryte łuskami plakoidalnymi. Obydwie płetwy grzbietowe bez kolców, położone blisko nasady ogona. Brak płetwy odbytowej.
Osiągają długość do 4 m.

## Klasyfikacja
Rodzaje zaliczane do tej rodziny:
- Echinorhinus de Blainville, 1816

Opisano również rodzaje wymarłe:
- Gibbechinorhinus Cappetta, 1990
- Paraechinorhinus Welton, 1979